# USC School of Cinematic Arts
 (février 2025).
Si vous disposez d'ouvrages ou d'articles de référence ou si vous connaissez des sites web de qualité traitant du thème abordé ici, merci de compléter l'article en donnant les références utiles à sa vérifiabilité et en les liant à la section « Notes et références ».
L'USC School of Cinematic Arts (en français : École des arts cinématographiques de l'université de Californie du Sud) est une école de cinéma située à Los Angeles, en Californie, aux États-Unis. Fondée en 1929, c'est l'une des plus anciennes et des plus prestigieuses écoles de cinéma au monde. Elle est affiliée à l'université de Californie du Sud (USC).

## Histoire
L'USC School of Cinematic Arts a été créée en 1929 grâce à un partenariat entre l'université de Californie du Sud et l'Academy of Motion Picture Arts and Sciences. Elle a été la première école aux États-Unis destinée à l'étude des films et à la formation des futurs professionnels du cinéma.
Parmi ses anciens élèves figurent de nombreux cinéastes renommés, tels que George Lucas, Robert Zemeckis, Ron Howard, et Shonda Rhimes.

## Programmes académiques
L'école propose des diplômes de premier et de deuxième cycle dans plusieurs disciplines, dont :
- La réalisation de films ;
- L'écriture de scénarios ;
- La production ;
- L'animation et les arts numériques ;
- Les études cinématographiques et télévisuelles ;
- La conception de jeux vidéo.

## Installations
L'USC School of Cinematic Arts possède des installations de pointe, y compris des studios de tournage, des salles de montage, des salles de projection, et des espaces consacrés aux technologies numériques.
En 2006, grâce à un don de George Lucas, un nouveau complexe moderne a été inauguré. Ce bâtiment inclut des équipements avancés pour la production audiovisuelle et les arts interactifs.

## Anciens élèves notables
- George Lucas (réalisateur de Star Wars) ;
- Robert Zemeckis (réalisateur de Retour vers le futur) ;
- Ron Howard (réalisateur d'Apollo 13) ;
- Bryan Singer (réalisateur de Usual Suspects) ;
- Judd Apatow (réalisateur de 40 ans, toujours puceau) ;
- Caleb Deschanel (directeur de la photographie dans The Patriot : Le Chemin de la liberté ou encore La Passion du Christ) ;
- Kevin Feige (producteur et président de Marvel Studios) ;
- Brian Grazer (producteur d' Un homme d'exception) ;

- Shonda Rhimes (créatrice de Grey's Anatomy) ;
- Will Ferrell  (acteur dans Présentateur vedette : La Légende de Ron Burgundy ou encore La Grande Aventure Lego)
- Forest Whitaker (acteur dans Good Morning, Vietnam, Le Majordome)
- LeVar Burton (acteur de la série Racines, Star Trek : La Nouvelle Génération)

## Anciens professeurs notables
- Irvin Kershner (réalisateur de Star Wars, épisode V : L'Empire contre-attaque) ;
- Tomlinson Holman (à l'origine du son THX)
- Frank Daniel (paradigme séquentiel)